# Henri Courtenay (1er marquis d'Exeter)

Armes de Henri Courtenay : écartelé, au premier, contre-écartelé de France et d'Angleterre, à la bordure d'Angleterre et de France ; au 2e et 3e, de Courtena y; au 4e, de Redvers.

Henri Courtenay (né en 1498/99 – exécuté le 9 décembre 1538), 1er comte de Devon puis 1er marquis d'Exeter, chevalier de la Jarretière, est un aristocrate et courtisan anglais.

## Biographie

### Jeunesse
Il est le fils survivant le plus âgé de Guillaume Courtenay († 1511), 1er comte de Devon, et de Catherine d'York. Sa mère est fille du roi Édouard IV d'Angleterre et d'Élisabeth Woodville. Il est le frère aîné de Margaret Courtenay. Leurs cousins maternels au premier degré comportaient entre autres Arthur, prince de Galles, Marguerite Tudor, Henri VIII, et Marie Tudor.
Au moment de naissance, son grand-père paternel (Edward Courtenay (mort en 1509), 1er comte de la 3e création du titre de comte de Devon par Henri VII d'Angleterre, était toujours le comte de Devon et son père, en tant qu’aîné, son héritier. Mais en 1504, William Courtenay fut accusé de maintenir une correspondance avec Edmond de la Pole, 3e duc de Suffolk, le chef de file de la Maison d'York prétendant au trône, et Henri VII le fait incarcérer à la Tour de Londres. 
Henri VII décède le 22 avril 1509 et Edward Courtenay, 1er comte de Devon, le 28 mai 1509. Henri VIII qui succède sur le trône, fait libérer Guillaument Courtenay de la prison de la Tour. Le 24 juin 1509, William prend part au couronnement d'Henri VIII. Il porte l'épée de son royal neveu. Il bénéficie de quelques faveurs d'Henri VIII d'Angleterre qui le fait comte de Devon le 10 mai 1511. Il reste toutefois sous le coup d'un bill d'attainder. Toutefois William meurt le 9 juin 1511. Henri Courtenay est son héritier.

### Comte de Devon
L'attainder de père n'était pas encore complètement annulé mais Henri fut néanmoins autorisé à succéder à son père dans le titre de comte de Devon. En 1512, la levée fut effective, et Henri fut reconnu comme héritier légal de son grand-père pour les terres et les droits que celui-ci possédait à sa condamnation. Son cousin au premier degré, Henri VIII, était à cette époque occupé par la Guerre de la Ligue de Cambrai contre Louis XII de France. Le nouveau comte de Devon fait l'expérience de sa première bataille en 1513 comme capitaine en second d'un bateau de ligne (Man'o'war).
Il semble qu'il ait gagné les faveurs grandissantes de son cousin royal pendant les années 1510. Il devint membre du Conseil privé en mai 1520. Il accompagne Henri VIII pour sa rencontre avec François Ier de France sur le Camp du Drap d'Or (7 au 24 juin 1520) et devint l'un de ses amis lors des chasses du roi avec Charles Brandon.
En 1521, Edward Stafford, 3e duc de Buckingham, fut exécuté pour haute trahison. Le comte de Devon le remplace comme chevalier de la Jarretière le 9 juin et reçoit une partie de ses terres et propriétés en cadeau de la part de Henri VIII. Le roi lui confie aussi l'administration des possessions des duc d'Exeter, Somerset et Cornouailles, titres vacants, pendant les deux années qui suivent. En avril, il fut fait gardien de Burling Park, Kent. C'est durant cette période qu'il atteignit son niveau d'influence maximum dans le cercle des proches conseillers du roi. Il poursuivit les fonctions héréditaires traditionnelles des Courtenay comme gardien des mines d'étain et sénéchal royal du duché de Cornouailles à partir d'avril 1523. 
Mais ce fut à la suite de ses fonctions de gouverneur du château royal Windsor qu'il fut élevé au titre de marquis et qu'il prit une place centrale au niveau du gouvernement.

## Mariages et descendance
Henri Courtenay se maria une première fois avec Elizabeth Grey, vicomtesse Lisle (en) 1505–1519). C'était la fille unique de John Grey, 2d Vicomte de Lisle, et de Muriel Howard. Ses grands-parents maternels étaient Thomas Howard (2e duc de Norfolk), et sa première femme Elizabeth Tilney, comtesse de Surrey (en).
Elizabeth hérita de son père mais avait été précédemment promise en mariage avec Charles Brandon qui avait été fait vicomte de Lisle en 1513. Elizabeth avait refusé de se marier avec lui quand elle fut en âge de le faire. Elle préféra se marier avec Henri Courtenay.
Il se maria en secondes noces avec Gertrude Courtenay, marquise d'Exeter (en) (née en 1499 - 1502 – 5 septembre 1558). Elle était la fille de William Blount, et de sa première femme, Elisabeth Say. Ils eurent deux enfants, Henri qui mourut jeune et Edward Courtenay, 1er comte de Devon (1527 – 18 septembre 1556).